# Judea Pearl
Judea Pearl (Tel Aviv, 4 settembre 1936) è un informatico israeliano naturalizzato statunitense.

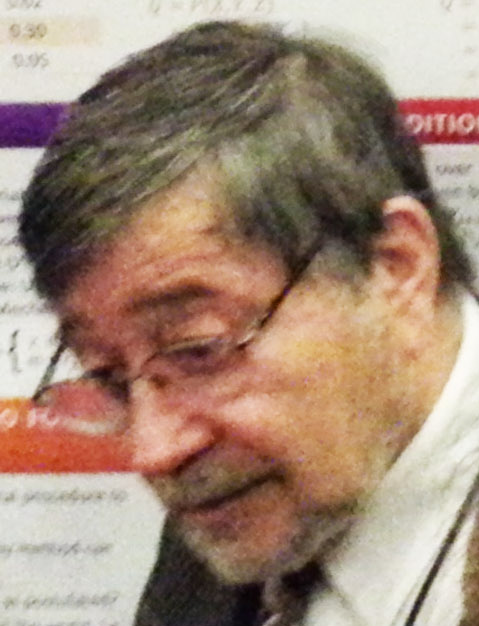
Judea Pearl nel 2013

È famoso soprattutto per aver difeso l'approccio probabilistico all'intelligenza artificiale e lo sviluppo delle reti bayesiane. È anche accreditato per aver sviluppato una teoria dell'inferenza causale e controfattuale basata su modelli strutturali. Nel 2011, l'Association for Computing Machinery (ACM) ha assegnato a Pearl il Turing Award, la più alta distinzione nell'informatica, "per i contributi fondamentali all'intelligenza artificiale attraverso lo sviluppo di un calcolo per il ragionamento probabilistico e causale". È autore di diversi libri, tra cui The Book of Why, un libro sulla causalità rivolto al grande pubblico.
Judea Pearl è il padre del giornalista Daniel Pearl, che è stato rapito e ucciso da terroristi in Pakistan collegati ad Al-Qaeda e al fronte islamico internazionale nel 2002 per la sua eredità americana ed ebraica.

## Biografia
Judea Pearl è nato nel 1936 a Tel Aviv, all'epoca parte del mandato britannico della Palestina, da genitori ebrei immigrati dalla Polonia. È un discendente di Menachem Mendel di Kotzk per parte di madre. Dopo aver prestato servizio nelle forze di difesa israeliane ed essersi unito a un kibbutz, Pearl decise di studiare ingegneria nel 1956. Ha ricevuto un B.S. in Ingegneria Elettrica al Technion 1960. Nello stesso anno emigrò negli Stati Uniti e proseguì gli studi universitari. Ha ricevuto un M.S. in Ingegneria Elettrica presso il Newark College of Engineering (ora New Jersey Institute of Technology) nel 1961, e ha continuato a ricevere un M.S. in Fisica presso la Rutgers University e un PhD in Ingegneria Elettrica presso il Polytechnic Institute of Brooklyn (ora New York University Tandon School of Engineering) nel 1965. Ha lavorato presso RCA Research Laboratories (ora SRI International) a Princeton, New Jersey, su amplificatori parametrici superconduttivi e dispositivi di archiviazione e presso Electronic Memories, Inc., su sistemi di memoria avanzati. Quando i semiconduttori "spazzarono via" il lavoro di Pearl, come lo espresse in seguito, si unì alla School of Engineering dell'UCLA nel 1970 e iniziò a lavorare sull'intelligenza artificiale probabilistica. È uno dei redattori fondatori del Journal of Causal Inference.
Pearl è attualmente professore di informatica e statistica e direttore del Cognitive Systems Laboratory presso l'UCLA. Lui e sua moglie, Ruth, avevano tre figli. Inoltre, dal 2011, è membro dell'International Advisory Board di NGO Monitor.
L'ex rabbino capo israeliano, il rabbino Yisrael Meir Lau, ha collaborato con Judea Pearl nel documentario With My Whole Broken Heart.

## Assassinio di Daniel Pearl
Nel 2002, suo figlio Daniel Pearl, un giornalista che lavorava per il Wall Street Journal è stato rapito e ucciso in Pakistan, portando Judea e gli altri membri della famiglia e gli amici a creare la Daniel Pearl Foundation. Nel settimo anniversario della morte di Daniel, Judea ha scritto un articolo sul Wall Street Journal intitolato Daniel Pearl e la normalizzazione del male: Quando i nostri luminari smetteranno di inventare scuse per il terrore?.
Il rabbino capo emerito Jonathan Sacks ha citato le convinzioni di Judea Pearl in una lezione sull'ebraismo: "Ho chiesto a Judea Pearl, padre del giornalista assassinato Daniel Pearl, perché stava lavorando per la riconciliazione tra ebrei e musulmani, mi ha risposto con lucidità straziante: 'L'odio ha ucciso mio figlio. Perciò sono determinato a combattere l'odio.'"
Sulle sue opinioni religiose, Pearl afferma di non credere in Dio. È molto legato alle tradizioni ebraiche come la preghiera quotidiana, i tefillin e il Kiddush del venerdì sera. Crede che gli ebrei si siano sempre aspettati un ritorno in Israele, come espresso in canti, preghiere e feste.

## Ricerca
Judea Pearl è uno dei pionieri delle reti bayesiane e dell'approccio probabilistico all'intelligenza artificiale e uno dei primi a matematizzare la modellazione causale nelle scienze empiriche. Il suo lavoro è inteso anche come modello cognitivo di alto livello. È interessato alla filosofia della scienza, alla rappresentazione della conoscenza, alle logiche non standard e all'apprendimento. Pearl è descritto come "uno dei giganti nel campo dell'intelligenza artificiale" dal professore di informatica dell'UCLA Richard Korf. Secondo l'Association for Computing Machinery, il suo lavoro sulla causalità ha "rivoluzionato la comprensione della causalità in statistica, psicologia, medicina e scienze sociali".